# Giulia Quintavalle
Giulia Quintavalle (n. 6 martie 1983, Livorno, Italia) este o sportivă ce a reprezentat Italia, medaliată olimpică. A participat la 2 ediții ale Jocurilor Olimpice (2008, 2012) în care a câștigat o medalie de aur.